# Baecacanthus telamon
Baecacanthus telamon är en skalbaggsart som beskrevs av Monné 1975. Baecacanthus telamon ingår i släktet Baecacanthus och familjen långhorningar. Inga underarter finns listade.